# 西纳劳乌鸦
西纳劳乌鸦（学名：Corvus sinaloae），是鸦科鸦属的一种，为墨西哥的特有种。全球活动范围约为94,700平方千米。该物种的保护状况被评为无危。
西纳劳乌鸦的平均体重约为236.5克。栖息地包括多岩石的海岸、亚热带或热带的（低地）干燥疏灌丛、潮池、城市、亚热带或热带的旱林、沙滩、沙洲、沙嘴和多卵石或砾石的海岸。